# ما در اکتبر عاشق شدیم
«ما در اکتبر عاشق شدیم» (به انگلیسی: We Fell in Love in October) ترانه‌ای از خواننده-ترانه‌پرداز نروژی گرل این رد می‌باشد که در ۲۱ نوامبر سال ۲۰۱۸ با «فراموشش کن» منتشر شد. دختر جوانی که در موزیک ویدئو این ترانه بازی می‌کند مینا رودال نام دارد.